# Бельвіль-сюр-Мер
Бельві́ль-сюр-Мер (фр. Belleville-sur-Mer) — колишній муніципалітет у Франції, у регіоні Нормандія, департамент Приморська Сена. Населення — 784 осіб (2011).
Муніципалітет був розташований на відстані близько 150 км на північний захід від Парижа, 60 км на північ від Руана.

## Історія
До 2015 року муніципалітет перебував у складі регіону Верхня Нормандія. Від 1 січня 2016 року належав до нового об'єднаного регіону Нормандія.
1 січня 2016 року Бельвіль-сюр-Мер, Ассіньї, Окменій, Берневаль-ле-Гран, Бівіль-сюр-Мер, Бракмон, Бренвіль, Дершиньї, Глікур, Гушопр, Грені, Гільмекур, Ентравіль, Панлі, Сен-Мартен-ан-Кампань, Сен-Кантен-о-Боск, Токвіль-сюр-Е i Турвіль-ла-Шапель було об'єднано в новий муніципалітет Петі-Ко.

## Демографія
Динаміка населення (INSEE ):
Розподіл населення за віком та статтю (2006):
| Стать | Всього | До 15 років | 15-24 | 25-44 | 45-64 | 65-85 | Понад 85 |
| --- | ------ | ----------- | ----- | ----- | ----- | ----- | -------- |
| Чоловіки | 392    | 148         | 28    | 132   | 48    | 28    | 8        |
| Жінки | 404    | 104         | 40    | 136   | 56    | 28    | 40       |
| \| Статево-вікова піраміда \| Статево-вікова піраміда \| Статево-вікова піраміда \| \| ----------------------- \| ----------------------- \| ----------------------- \| \| Чоловіки \| Вік \| Жінки \| \| 8 \| 85 + \| 40 \| \| 16 \| 80-84 \| 4 \| \| 0 \| 75-79 \| 8 \| \| 4 \| 70-74 \| 8 \| \| 8 \| 65-69 \| 8 \| \| 8 \| 60-64 \| 16 \| \| 8 \| 55-59 \| 12 \| \| 12 \| 50-54 \| 8 \| \| 20 \| 45-49 \| 20 \| \| 28 \| 40-44 \| 24 \| \| 48 \| 35-39 \| 44 \| \| 36 \| 30-34 \| 36 \| \| 20 \| 25-29 \| 32 \| \| 12 \| 20-24 \| 16 \| \| 16 \| 15-20 \| 24 \| \| 56 \| 10-14 \| 32 \| \| 48 \| 5-9 \| 36 \| \| 44 \| 0-4 \| 36 \| |        |             |       |       |       |       |          |
| Статево-вікова піраміда |        |             |       |       |       |       |          |
| Чоловіки | Вік    | Жінки       |       |       |       |       |          |
| 8 | 85 +   | 40          |       |       |       |       |          |
| 16 | 80-84  | 4           |       |       |       |       |          |
| 0 | 75-79  | 8           |       |       |       |       |          |
| 4 | 70-74  | 8           |       |       |       |       |          |
| 8 | 65-69  | 8           |       |       |       |       |          |
| 8 | 60-64  | 16          |       |       |       |       |          |
| 8 | 55-59  | 12          |       |       |       |       |          |
| 12 | 50-54  | 8           |       |       |       |       |          |
| 20 | 45-49  | 20          |       |       |       |       |          |
| 28 | 40-44  | 24          |       |       |       |       |          |
| 48 | 35-39  | 44          |       |       |       |       |          |
| 36 | 30-34  | 36          |       |       |       |       |          |
| 20 | 25-29  | 32          |       |       |       |       |          |
| 12 | 20-24  | 16          |       |       |       |       |          |
| 16 | 15-20  | 24          |       |       |       |       |          |
| 56 | 10-14  | 32          |       |       |       |       |          |
| 48 | 5-9    | 36          |       |       |       |       |          |
| 44 | 0-4    | 36          |       |       |       |       |          |

## Економіка
2010 року серед 474 осіб працездатного віку (15—64 років) 372 були активними, 102 — неактивними (показник активності 78,5%, у 1999 році було 77,8%). З 372 активних мешканців працювало 346 осіб (186 чоловіків та 160 жінок), безробітними було 26 (13 чоловіків та 13 жінок). Серед 102 неактивних 53 особи були учнями чи студентами, 22 — пенсіонерами, 27 були неактивними з інших причин.

У 2010 році в муніципалітеті числилось 235 оподаткованих домогосподарств, у яких проживали 702,0 особи, медіана доходів виносила 18 516 євро на одного особоспоживача